# David Raynr
David Raynr est un acteur, réalisateur et producteur américain.

## Filmographie
Comme acteur
- 1977 : Scott Joplin : Young Scott Joplin
- 1977 : James at 15 (en) (série télévisée) : Ludwig « Sly » Hazeltine
- 1979 : Harris and Company (série télévisée) : David Harris
- 1980 : Guyana Tragedy: The Story of Jim Jones (TV) : Raymond Jefferson
- 1980 : Coach of the Year (TV) : Sweetlife
- 1981 : Space-Stars (série télévisée) : Moleculad
- 1981 : Getting Over : Clyde
- 1985 : The War Between the Classes (TV) : Rod
- 1985 : North Beach and Rawhide (TV) : Mark Alley
- 1986 : Combat High (TV) : Winston
- 1987 : Project X : Amn. Curtis
- 1988 : Colors : J.C.
- 1988 : Secret Witness (TV)
- 1992 : Sinatra (TV) : Sammy Davis Jr.

Comme réalisateur
- 1999 : Trippin' (en)
- 2000 : Dangereuse Séduction (Whatever It Takes)
- 2002 : Martin Lawrence Live: Runteldat
- 2005 : Spiritual Warriors

Comme producteur
- 1996 : A Thin Line Between Love and Hate
- 2000 : Ritual
- 2005 : Spiritual Warriors